# 養神館合気道
養神館合気道（ようしんかんあいきどう）は、合気道開祖・植芝盛平の高弟であった塩田剛三が、1955年（昭和30年）に創始した合気道の会派。公益財団法人合気道養神会が主宰。現在の代表は木村孝養神館合気道九段である。

## 概説
創始者の塩田剛三は幼少の頃より、剣道・柔道を習い、旧制中学校5年の時には、柔道三段の腕前だった。1932年（昭和7年）18歳の時、植芝道場を見学した際、植芝に勝負を挑み完敗し、合気道の素晴らしさに惹かれ即日入門する。これ以後、約8年間（内弟子時代も含む）、植芝盛平のもとで修行に励む。1941年（昭和16年）大学卒業後、軍属として海外各地に派遣され、それぞれの地で合気道の普及に努める。終戦後、1946年（昭和21年）に帰国。茨城県岩間に居を構えていた植芝盛平の下で、再び修行に励む。
1954年（昭和29年）7月、ライフ・エクステンション（長寿会）主催の「日本総合古武道大会」において、最優秀賞を受賞する。これ以降、社会の合気道への関心が高まり、政財界の後押しもあり、翌1955年（昭和30年）、道場・養神館と合気道養神会を創設した。塩田が養神館で指導する合気道が、やがて「養神館合気道」と呼ばれるようになった。
1990年（平成2年）には全日本養神館合気道連盟、国際養神会合気道連盟を設立。国内だけでなく欧米諸国に至るまで、合気道の普及に努める。養神館合気道は、塩田亡き後の現在も国内をはじめ、世界各国で後進に受け継がれている。
特に近年では暴力犯罪の増加から、合気道が有効な護身術として注目され、女性の稽古生も多く、カルチャースクール等でも学ぶ事が可能なため、より一層の広がりを見せている。
俳優の杉良太郎は、若い頃から養神館に通い、現在五段位を保持している。杉主演の時代劇「新五捕物帳」では、武術指導として養神館の名前がクレジットされていた。また衆議院議員の亀井静香も学生時代から養神館合気道を学んでおり、東京大学合気道部の主将として全日本学生合気道連盟の設立に尽力した。現在は六段である。
技法は、体術と武器術（剣・杖）で構成され、対多人数の場合も想定した総合武術で、合気道独特の体捌きによって敵の攻撃を捌き崩しつつ、投げや当身等で相手を制する攻防一体の技法が特徴である。通常の稽古は基本的に型稽古を中心に行い、基本姿勢・基本動作・基本技等を稽古して行く。また、段級位制をとっている。
試合は行わない。毎年秋口（9～10月）に、全日本演武大会が開催されている。2021年（令和3年）現在、稽古者数は世界、日本国内共合気会に次ぐ人数であり、合気会本部とも交流を重ねている。
2008年（平成20年）現在、警視庁の女性警察官の正課科目（選択武道）や、警視庁機動隊からの選抜隊員（毎年10名の合気道専修生）の特別研修科目に採用されている。修了者は要人警護に従事しているとされ、こうした事から、合気道諸派の中で特に実戦性が高い流派であると言われている。
なお1987年（昭和62年）6月に、内神道の会長の長尾豊喜と塩田剛三との「トップと語る」の対談が警備保障新聞社の浅野正信社主がインタビュアーとなって行われ、その記事が昭和62年7月5日号に載り、全国の警備業界に塩田剛三の精神が紹介されている。

## 歴史
- 1955年（昭和30年）東京都新宿区筑土八幡町に合気道養神館道場竣工
- 1962年（昭和37年）ロバート・ケネディ夫妻来館、演武見学
- 1964年（昭和39年）警視庁機動隊合気道専修生制度発足
- 1965年（昭和40年）東京都渋谷区代々木に代々木道場竣工、筑土八幡道場より移転
- 1973年（昭和48年）東京都小金井市に小金井道場竣工、代々木道場より移転
- 1984年（昭和59年）東京都新宿区上落合に新宿道場竣工
- 1989年（平成元年）養神館本部を新宿道場に移転、小金井道場閉館
- 1994年（平成6年） 塩田剛三館長逝去
- 2002年（平成14年）井上強一二代目館長就任
- 2007年（平成19年）塩田泰久三代目館長就任
- 2009年（平成21年）東京都新宿区高田馬場に高田馬場本部道場竣工、新宿道場より移転　寺田精之最高顧問逝去
- 2012年（平成24年）千野進館長代行就任
- 2017年（平成29年）井上強一二代目館長逝去
- 2018年（平成30年）乗木雅彦道場長就任
- 2023年（令和5年）木村孝道場長就任

## 基本姿勢
- 構え

養神館では、中心力など同流派が重視する力の出し方や心のあり方などを養うために独自の「構え」を導入しており、各種稽古法の中でも、構えの比重は非常に高い。
ただし、実践においては時の利、地の利を見極め、臨機応変に対応すべきと考え、養神館の構えは実践における用法と言うよりも、稽古法・鍛錬法の一つとして存在する（塩田剛三著・養神館合気道「極意」）。
構えには、右手右足が前に来る右半身と、その逆の左半身がある。また相対した時に、双方同じ構えの時を相半身、異なる時を逆半身と言う。
養神館合気道二代目館長であった井上強一は「奥義は初伝にあり」としばしば言っている。構えは「養神館合気道の精髄が集約されている」と解釈されている。
構えは剣を正眼に構えたときの姿勢に似ている。骨盤を相手に正対させ、やや前に傾ける。この姿勢を作るために後ろ足を張り、前足を軽く緩める。これにより後ろ足の蹴りではなく、前膝を緩めて前進することを可能になる。
普通に歩いているときの歩幅で、前後の足はほぼ一直線上に置く。前におく右足（右半身の場合）はわずかに右に開き、後ろ足は逆に左に開く。後ろ足の開きの方が大きい。開き具合は前後の足の延長線が直角に交わる程度。前足の踵が前後の線上で後ろ足の土踏まず付近と重なる。
腕は普通に手のひらを開いて歩いているときの状態でそのままみぞおちの前付近に持ってきた感じ。左腕はそのまま、帯の前にまで下ろす。指を開き、両手先が相手のノドもとを狙う感じ。
前の手を持って押されたらその力が体幹を通じて、後ろ足の張りにつながる感じが望ましいとされる。
合気会関係者の中には、養神館の構えに違和感を覚える人もおり、その指摘は前足を開き、腰を前傾させることに集中する。

## 基本動作
基本動作とは、養神館合気道の動きのなかで基本となる体の使い方を、塩田剛三と弟子の井上強一らが6本の動きにまとめたものである。。
養神館では常に筋力ではなく姿勢をもって強い体勢を保つ。「構え」がその究極の稽古法であるが、動いたときに構えで作った強い姿勢を損なわれては意味がない。動きの中でも自身は強い体勢を保ち、相手を崩すための主たる稽古法が一連の基本動作である。基本技のなかには基本動作およびその応用形が組み込まれている。
多種多様な動きがある現実の動作から6種類の基本動作を抽出したため、養神館合気道の技が全てこの基本動作に還元できるわけではない。が、養神館合気道の本質が多く集約し、技への展開汎用性が高いため、同流派では基本動作を非常に重要視している。初心者は基本動作の習熟から稽古が始まるが、高段者になれば終えてよいという指導はされていない。
高段者になっても常に基本に立ち返ることができる基本動作の存在は、養神館の発展に大きく寄与している。
外部流派や短期間だけ養神館合気道に触れた方のなかにはその意味を誤解している人もいる。例えば、高岡英夫氏はその著書『究極の身体』のなかで「臂力の養成（一）」の動作を連想させる写真を掲載して「腕上げ」としては発展段階の低位にあると否定的ともいえる見解を述べているが、後期養神館の解釈では臂力の養成は「腕上げ」を目的としたものではない。
ただし、養神館もその発展段階や指導者によって基本動作の意味・解釈が変わっているので、高岡氏が接していた当時ではそのような解釈もあった可能性は否定できない。
基本動作はまた、相対でしか教えることができなかった合気道を1対多で教える方法として考え出されたという側面もある。これによって養神館は警視庁などで多くの指導者を作り出すことに成功した。反面、１，２，３といった掛け声で行う方式に、流れるような植芝合気道本来の動きが損なわれている非難もある。ちなみに、養神館では分断されがちな動作は自由技稽古のなかで改めていくという指導方針をとっている。
- 体の変更（一）（二）

㈠は相対して手首を持って引かれたときの力の流し方を通じて、「入り身」の動きを学ぶ。ただし、入り身の定義や解釈は流派によって多様であり、必ずしも多流派から見て入り身とはみえない場合もある。ある高弟は基本動作はこれ1本に集約できると述べるほど、特に重要な基本動作である。
㈡は手首を持って押されたときの受け流しの動作を持って、前足を軸足とした回転動作を学ぶ。自分は強い姿勢を保ったまま、相手を崩す（＝基本動作全てに通じている）。
- 臂力の養成（一）（二）

㈠は構えで身体の中心にまとめた線を崩さずに前進する動きを学ぶのが主たる狙いである。腕上げの稽古でないので相対練習のときに腕をがっしりと抑える必要はないと後期高弟の間では指導される。
㈡は斜め後方から腕を押さえ込まれた位置から腰の回転により重心移動を行い、腕を振りかぶる動作である。
- 終末動作（一）（二）

体の変更や臂力の養成では単純に出現しない、が、基本技の中で頻出するその他の基本的な動きを学ぶ。具体的には「斜行」（ななめに進み出る動き）、「振り下ろしながらの前進」「送り足」（後ろ足を前足の前に踏み出しての前進）などである。㈠は両手をもって引かれたときの力の流し方、㈡は両手を持って押されたときに力の流し方と説明される。基本技「四方投げ」の動きに似ている。ちなみに塩田剛三は「四方投げ」を基本技中の基本として重視しており、その著書「合気道人生」のなかで、植芝盛平が「合気道は四方投げ一本でいい」と語ったと紹介している。

## 基本技
【基本技の意義】
塩田剛三はそのインタビューをまとめた本『合気道人生』で「実戦では7割が当身」と述べている。基本技のひとつとして片手を握られるという状況設定があるが、それについても「本来、(戦闘中に)片手をもたれるというようなことはあってはならない」と話す。
実戦的でないとすれば、基本技を学ぶ意義はどこにあるのか。その問いに対して、ある後期の高弟は「身体構造に適した動きや力の出し方、流し方を学ぶという点にある」と説明している。多種多様な現実の中で、特定の条件設定を行い、人体構造から考えられる最適な力の出し方、相手の（ベストな）反応、ベストな対応に対する更なる対応の仕方などを研究する。その反復稽古を通じて、最適な動きとそれを可能にする精神性を体得することが基本技を学ぶ意義といえよう。基本技の稽古を囲碁の定石、将棋の定跡などの習得に例える高弟もいる。
構え-基本動作-基本技を真に体得すること、すなわち「型」を学ぶことが、逆説的に技（型）にとらわれない「型破り」な動きを可能にするのである。ただし、基本技の稽古だけで基本技に通底する「最適な動き」を自在に展開するのは普通の人には現実としてかなり難しい。それを補う意味で養神館では上級者に対して応用技や自由技、実戦即応技などの稽古法も用意している。
- 四方投げ
- 入り身投げ
- 小手返し
- 一ケ条
- 二ケ条
- 三ケ条
- 四ケ条

（その他、天地投げ、腰投げ、呼吸投げ、肘絞め　等）

## 技の呼称
養神館合気道の場合、植芝盛平が戦前に使っていた技の名称を引き継いでいるために、「一ヶ条」（後の「一教」）などの名称を使う。
技の呼称は「技開始時の受け・仕手の位置的関係、及び受けの攻撃形態」に「上記の固有技名」を組み合わせて技の名称とする。
例えば、受けが右手で仕手の左手首を掴んだ状態を「片手持ち」、受けが手刀を仕手前額面の真上から振り下ろす攻撃形態を「正面打ち」と言い、それぞれの状態から上記いずれの技も派生し得る。
- 例　正面打ち+一ケ条　　　片手持ち+四方投げ　　など

## 養神館関係者、塩田剛三の内弟子など
寺田精之
塩田剛三と共に養神館創立に関わる
後の最高師範、最高顧問

松尾忠敬
波多野
若林
中島

　串田誉司
井上強一
生年月日　1935年（昭和10年）9月10日
出身地　北海道
略歴
1955年　合気道養神館入門 塩田剛三の一番弟子の一人
1970年　警視庁武道職就任
1992年　塩田剛三館長より9段位の認可を受ける
1996年　警視庁を定年退職
1996年　警視庁名誉師範、合気道養神館本部道場長
2002年　合気道養神館二代目館長就任
2007年　財団法人合気道養神会を退職
2017年　逝去
　小川忠男
　大西
　岡田
　八木
　駒形
　小幡利城
竹野高文
生年月日　1947年（昭和22年）11月7日
出身地　山梨県
略歴
1968年　合気道養神館入門
1978年　合気道養神館師範、警視庁合気道嘱託師範（～1987年）
1987年　財団法人合気道養神会を退職
1992年　塩田剛三館長より8段位の認可を受ける
1996年　国際武道連盟より武道功労賞受賞
2007年　九段位認可を受ける
2009年　合気道養神館最高顧問
千田務
生年月日　1950年（昭和25年）10月4日
出身地　東京都
略歴
1969年　合気道養神館入門
1971年　合気道養神館本部内弟子
1987年　合気道養神館師範
1988年　警視庁教養課嘱託師範（～2007年12月）
1993年　塩田剛三館長より8段位の認可を受ける
1994年　合気道養神館主席師範
2002年　合気道養神館本部道場長
2007年　財団法人合気道養神会を退職
2008年　養神館より独立し合気道錬身会を設立
2008年　警視庁より永年の功績を称える感謝状を受賞

櫻井文夫

ムグルザ・ジャック

中野仁
三枝誠
安藤毎夫
生年月日　1956年（昭和31年）10月29日
出身地　愛媛県
略歴
1981年　合気道養神館入門
1993年　合気道養神館師範
1996年　財団法人合気道養神会を退職
1996年　千葉県浦安市に独立（後の養神館合気道龍）
2007年　8段位認可を受ける
2009年　合気道養神館主席師範
2023年　合気道養神館から合気道龍として独立
　パイエ・ジャック
千野進
生年月日　1964年（昭和39年）8月14日
出身地　神奈川県
略歴
1985年　合気道養神館入門
2002年　合気道養神館本部師範
2003年　高田馬場道場担当師範
2008年　警視庁警務部嘱託師範
2012年　合気道養神館道場長（八段）
2017年　財団法人合気道養神会を退職
　西田公二
　森道治
　野田博司
　伊東健治
　藤富和憲
　菊地豊

## 養神館の流れを汲む団体
（カッコ内は設立者）
- 合気道錬身会（千田務）
- 合気道龍（安藤毎夫）
- 合気道S.A.（櫻井文夫）
  - 覇天会（藤崎天敬） ※合気道S.A.から独立
- 合気道月光流（伊東健治）

- 合気道養心会（鈴木保）

- 合気道日心館（井上強一）

- 合気道仙元館（高島三郎）

- 塩田合気道（塩田泰久）

## 関連書籍など
- 合気道修行（塩田剛三著）
- 合気道基本技全書（塩田剛三監修）
- 養神館合気道技術全集（DVD）

（その他、多数）